# Ceriagrion aeruginosum
Ceriagrion aeruginosum là một loài chuồn chuồn kim trong họ Coenagrionidae.
Loài này được xếp vào nhóm Loài ít quan tâm trong sách Đỏ của IUCN năm 2007, de trend van de populatie is volgens de IUCN stabiel.
Ceriagrion aeruginosum is in 1869 voor het eerst wetenschappelijk beschreven bởi Brauer.